# Podemos (Espanha)
Podemos é um partido político espanhol fundado em 2014. Tem como secretária-geral a ministra dos Direitos Sociais Ione Belarra.
O partido participou nas eleições europeias de 2014, quatro meses depois da sua formação  e obteve cinco cadeiras (de um total de 54), com 7,98% dos votos, sendo a quarta candidatura mais votada em Espanha.
Em menos de uma semana tornou-se o partido político espanhol mais seguido nas redes sociais, superando os partidos tradicionais, notadamente o PP (de direita) e o PSOE (de centro-esquerda), surpreendendo o establishment político espanhol.

## História

### Criação
A origem de Podemos encontra-se no manifesto Mover ficha: convertir la indignación en cambio político, apresentado no fim de semana de 12-13 de janeiro de 2014 e difundido pela publicação digital Público, que firmavam uma trintena de intelectuais, personalidades da cultura, do jornalismo e do activismo social e político, entre os que se encontravam Juan Carlos Monedero, professor de Ciência Política na Universidad Complutense de Madrid (UCM); o actor Alberto San Juan; Jaime Pastor, professor de Ciências Políticas na UNED; o escritor e filósofo Santiago Alba Rico; o sindicalista da Corriente Sindical de Izquierda Cándido González Carnero; ou Bibiana Medialdea, professora de Economia Aplicada na UCM. Neste manifesto expressava-se a necessidade de criar una candidatura que concorresse às eleições europeias de maio de esse ano, com o objectivo de opor-se, com uma posição de esquerda, às políticas da União Europeia para a crise económica. Ainda que não fosse um dos signatários do manifesto, em 14 de janeiro, anunciou-se que o professor de Ciência Política da UCM e analista político televisivo Pablo Iglesias encabeçaria o movimento. O incipiente movimento estava articulado pelo partido Izquierda Anticapitalista, o qual havia esboçado na sua documentação interna o manifesto Mover ficha, desenhado as fases para o lançamento do novo movimento e adiantado como factor determinante para o êxito da iniciativa «a presença de uma serie de personalidades com projecção mediática como cara pública do projeto». Entre os pontos programáticos ressaltados por Iglesias encontravam-se a derrogação do artigo 135 da Constituição (que havia sido reformado em setembro de 2011 por iniciativa do presidente do Governo José Luis Rodríguez Zapatero e com o apoio do PSOE e do PP); aplicação plena do artigo 128 da Constituição ("Toda a riqueza do país nas suas distintas formas e seja qual for a sua titularidade está subordinada ao interesse geral"), já que, segundo Iglesias, não se estava a cumprir; manter o carácter público da educação e da saúde; subida de salários e reindustrialização; criação de um parque de habitação social e aplicação retroactiva da dação em cumprimento; e oposição a uma reforma restritiva da lei do aborto. Também reclamavam a derrogação das leis sobre estrangeiros, a saída de Espanha da OTAN e pronunciavam-se a favor de que a Catalunha decida sobre a sua independência. Mas, no mês de março de 2015 Podemos renúncia reconhecer a independência do Kosovo no parlamento europeu.
O movimento Podemos apresentou-se oficialmente em 16 de janeiro de 2014 no Teatro de Barrio, no bairro de Lavapiés de Madrid. Deu-se uma conferência de imprensa à qual compareceram centenas de pessoas e em que intervieram, entre outros, Pablo Iglesias, Juan Carlos Monedero, a sindicalista da USTEA, ativista da Marea Verde e militante da Izquierda Anticapitalista,  Teresa Rodríguez, a psiquiatra e membro da Marea Blanca, Ana Castaño, o analista e pesquisador Íñigo Errejón e o ativista social Miguel Urbán, militante e cabeça de lista de Izquierda Anticapitalista por Madrid, nas eleições gerais de 2011. O seu objetivo fundamental era opor-se aos cortes nos gastos sociais que estavam sendo levados a cabo como consequência da crise económica que atravessava o país.
Para seguir adiante com o projeto e apresentar-se às eleições europeias de maio de esse ano, os impulsionadores impuseram três condições: que recebessem o apoio de pelo menos 50 000 pessoas na web da formação; que tanto as candidaturas como o programa político do projecto se realizassem mediante participação aberta; e que se buscasse a unidade com outros partidos e movimentos de esquerda, como Izquierda Unida, a CUP, Partido X, o Sindicato Andaluz de Trabajadores (SAT), Anova ou as mareas ciudadanas. Os promotores do projeto declararam ter obtido as assinaturas em menos de 24 horas.

### Eleições para o Parlamento Europeu de 2014

Resultados do Podemos por Comunidades Autónomas

Podemos converteu-se na quarta força política por número de votos (7,98 %) ao obter cinco cadeiras nas eleições para o parlamento europeu. Podemos foi para vários meios de comunicação social «a surpresa» das eleições.
Obteve os seus melhores resultados, acima de 10%, em Astúrias, Madrid, Canárias e Baleares e foi a terceira força mais votada em cinco comunidades autónomas, entre elas Madrid. Obteve um número significativo de sufrágios em toda Espanha, com os piores resultados em Catalunha (ainda que tivesse superado os 5% de votos em Barcelona) e em Extremadura. Obteve mais sufrágios que Compromís na Comunidade Valenciana e que o BNG na Galiza).

### Auge subsequente
Após passar a ser a quarta força política mais votada nas eleições europeias, começaram a publicar-se notícias relacionadas com o seu crescimento.
O hashtag Pablo Iglesias foi trending topic número 1 na rede social Twitter no dia depois das eleições e o porta-voz da formação apareceu nas capas de alguns dos principais periódicos espanhóis. Desde antes das eleições, já era a primeira força política nas redes sociais, mas passou de 100 000 a 600 000 apoios no Facebook entre maio e julho de 2014.
A sondagem trimestral do Centro de Investigaciones Sociológicas (CIS) realizado sobre julho de 2014 (2 meses depois das eleições) indicava o Podemos como a segunda força política em intenção directa de devoto, superando o PSOE, mas ficando a 0,9 pontos do PP. Nos finais de julho, Podemos, começou a permitir a inscrição de indivíduos como membros do partido, com 32 000 pessoas registrando-se como membros nas primeiras 48 horas, através do sítio do Podemos na web, de forma gratuita e sem pagar qualquer quota periódica. Passados 20 dias, Podemos já contava com quase 100 000 inscritos, convertendo-o no terceiro partido espanhol em número de membros, à frente de IU, UPyD, CiU e o PNV.
Em agosto de 2014, Podemos já reunia 442 000 apoios mais, no Facebook, que a soma de todos os "gosto" do resto dos partidos, alcançando os 708 763, com mais de 2,6 milhões de visualizações de vídeos no seu canal de YouTube. A sondagem de Metroscopia correspondente a esse mês deu 10,7% de intenção de voto ao Podemos.
Em setembro de 2014, a entrevista de Pablo Iglesias em Viajando con Chester teve quase 3 milhões de espectadores sendo o programa mais visto na sua franja de emissão com 14,5% de quota de mercado.

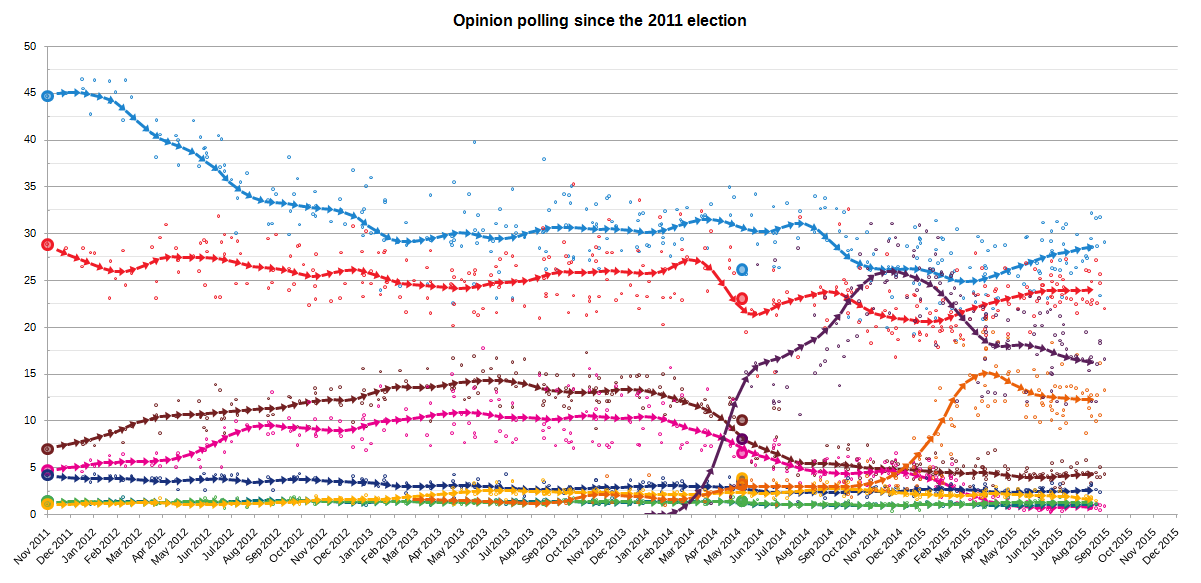
Gráfico de sondagens sobre a intenção de voto. A linha morada representa o Podemos, a azul o PP e a vermelha o PSOE.

Em outubro de 2014, o barómetro de Metroscopia deu 13,8% de intenção directa de voto, superando o Partido Popular. A aparição de Pablo Iglesias em La Sexta Noche (na que foi entrevistado) elevou a audiência do programa aos 16,2%, sendo o seu máximo histórico. Nos últimos dias de outubro, Podemos já contava com mais de 200 000 membros.
Em novembro de 2014 publicaram-se duas sondagens correspondentes ao mês anterior que situaram o Podemos como a primeira força política de Espanha em intenção directa de voto. A de Metroscopia de 2 de novembro deu ao Podemos 22% da intenção directa de voto, comparando com os 13,1% do PSOE e os 10,4% do PP, enquanto que três dias depois o barómetro do CIS deu ao Podemos 17,6% ao PSOE 14,3% e ao PP 11,7%. Ambas sondagens diferiram, sem embargo, na sua estimação do voto: Na de Metroscopia Podemos apareceu como vencedor no caso de umas eleições gerais em Espanha com 27,7% dos votos em comparação aos 26,2% do PSOE e 20,7% do PP, enquanto que a do CIS quedava na terceira posição com 22,5%, atrás do PP com 27,5% e o PSOE com 23,9%.

### Primeira Assembleia Cidadã (outubro de 2014)
Os princípios políticos e a estrutura organizativa do partido ficaram fixados na assembleia constituinte "Sí se puede" aberta em Madrid nos dias 18 e 19 de outubro de 2014. Da sua preparação encarregou-se uma equipa de 25 pessoas, eleita em votação telemática nos dias 12 e 13 de junho. Às eleições concorreram duas listas, uma encabeçada por Pablo Iglesias e outra promovida pelo círculo de Enfermaria. O procedimento e os prazos foram, sem embargo, objeto de discussão dentro da organização. Em um encontro de círculos Podemos celebrado em Madrid em 8 de junho expressaram-se críticas tanto pelo facto de que as candidaturas fossem fechadas como pelo prazo proposto, que impediria a elaboração de listas alternativas. O processo eleitoral, no qual votaram, segundo os organizadores, umas 55 000 pessoas, deu como vencedora à lista encabeçada por Pablo Iglesias, com uns 86,8% dos votos.
Os documentos ético, político e organizativo propostos pelo círculo «Claro que Podemos», que incluía a Luis Alegre, Carolina Bescansa, Íñigo Errejón, Pablo Iglesias e Juan Carlos Monedero obteve, após uma recontagem, a maioria de votos (uns 80,71%) na assembleia, celebrada  nos dias 18 e 19 de outubro de 2014, superando assim a questão organizativa do documento do círculo «Sumando Podemos» (12,37% dos votos) que incluía a membros como Pablo Echenique, Teresa Rodríguez e Lola Sánchez.
A Segunda Assembleia Cidadã, informalmente denominada Vistalegre II realizou-se em fevereiro de 2017. De 4 a 11 de fevereiro, os membros do partido votaram nas propostas estratégicas do partido, bem como na nova composição da liderança. Embora a candidatura à reeleição de Pablo Iglesias como Secretário-Geral não tenha sido contestada, houve um grande interesse dos media na assembleia por causa de um forte debate interno entre Iglesias e seu Secretário Político, Íñigo Errejón, sobre a estratégia do partido e as principais linhas de ação para os anos seguintes.
A Terceira Assembleia Cidadã, denominada Vistalegre III, irá ocorrer em março de 2020, em Madrid.

### Rumo às eleições gerais
Após a decisão da Assembleia Cidadã de não se apresentarem com o nome Podemos nas eleições municipais de maio de 2015 — senão mediante a inclusão dos seus círculos locais em plataformas cidadãs e agrupações de eleitores — o partido concentrou-se sobretudo em tentar ganhar as eleições gerais nos finais de 2015.
Também reduziram a presença nos meios de comunicação dos seus líderes mais reconhecidos, como Errejón ou Iglesias, até então habituais de programas televisivos, para evitar a sua sobreexposição. Têm chamado a atenção, sem embargo, com a apresentação, em 27 de novembro, do seu programa económico e a convocatória no dia 1 de dezembro de uma mobilização em Madrid para princípios de 2015.

## Posição no espectro político e rasgos ideológicos
O Podemos situa-se no espectro político da esquerda. No seu sítio na rede social Facebook, define-se como
«uma ferramenta a serviço da cidadania, que tem o objetivo do protagonismo popular e de recuperar o deficit democrático que estamos vivendo. E assim o temos demonstrado, criando uma estrutura aberta, viva e cambiante, isto é, DEMOCRÁTICA e CIDADÃ onde todo o mundo possa participar.
Una nova forma de fazer política é possível, ¡PODEMOS!»
Em diferentes meios de comunicação e de imprensa tem-se posicionado e definido Podemos de diferentes formas, dependendo da linha editorial do meio de comunicação. O partido tem sido colocado na  Esquerda política pelas agências de noticias Reuters e Associated Press; e como uma formação de «extrema esquerda» no Financial Times e no diário espanhol ABC (este último em relação à apresentação de Jiménez Villarejo às primárias do partido). No The Wall Street Journal foi descrito como um partido de «Esquerda» com una base política de extrema Esquerda similar à de Syriza, enquanto que The Economist afirma que «como resultado do enfado dos espanhóis com os seus políticos, derivado do alto nível de desemprego e da austeridade, Espanha tem o seu próprio equivalente [Podemos] do partido grego de extrema esquerda, Syriza». A análise de The New York Times define Podemos como um partido «anti-establishment, anti-austeridade, profundamente juvenil e fundamentado na Internet». Citando a Thomas Bernd Stehling, director para Espanha e Portugal da Fundação Konrad Adenauer, afirma que «a verdadeira surpresa não é o êxito de Podemos, mas sim o facto de que tenha sido necessário tanto tempo para que um partido alternativo tenha aproveitado a desilusão e a frustração com o fracasso dos dois grandes partidos tradicionais na hora de dar respostas aos problemas de uma geração perdida». Pela sua parte, Vicente Palacio, da Fundación Alternativas, um think tank vinculado ao PSOE, afirmou que o Podemos poderia ter «efeitos muito benéficos em termos de regeneração do sistema democrático espanhol», ainda que corra o perigo de «deslizar-se em direcção ao populismo e à demagogia, como sucedeu com Beppe Grillo e o seu Movimento Cinco Estrelas em Itália». Tanto The Economist como The New York Times relacionam o êxito de Podemos com os indignados e o movimiento del 15-M. Para a BBC, tratar-se-ia de um partido «de esquerda e anti-austeridade», assim como populista.
O periódico digital Público mencionou antes dos comícios europeus que o partido constituía «uma nova frente» no panorama da esquerda. No El País, o ensaísta e escritor Jordi Gracia García contrastou «demandas maximalistas (de cumprimento muito fantasioso)» com «exigências compartidas amplamente pela cidadania [como] a restituição do decoro ético e social do Estado através de um pacote de reformas legislativas, constitucionais, que reprima os desmandos e omissões de partidos e instituições e force um cambio no funcionamento ordinário do poder político» e assacou o seu êxito ao «descrédito que a esquerda política conquistou entre uma classe média que não queimou um contentor na sua vida, que não tem idade para saltar valas, que não usa camisolas de fato de treino com capucho mas que cada vez se sente mais impotente e mais carregada de razões».

### Tentativas de definir os traços e fundamentos ideológicos

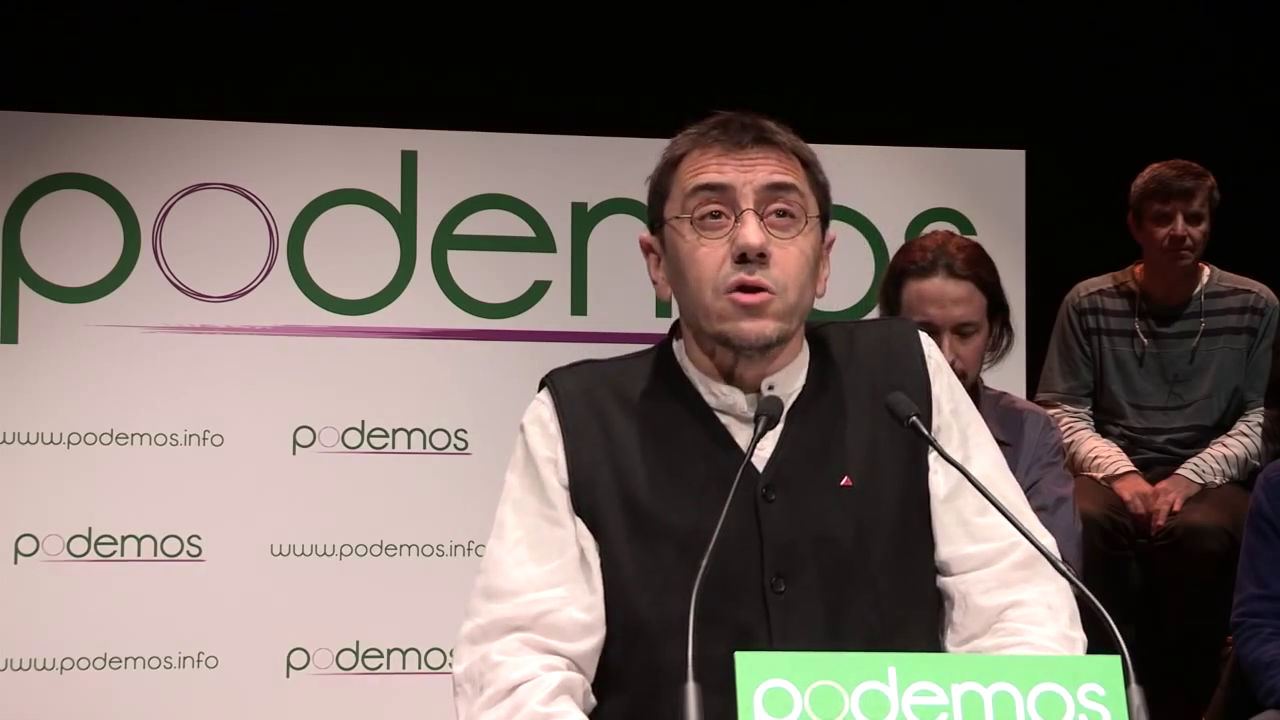
Juan Carlos Monedero - Um dos principais mentores do projecto Podemos.

Santos Juliá, doutor em Ciências políticas e em Sociologia, historiador e catedrático de Historia Social e do Pensamento Político na Universidade Nacional de Educação à Distancia assinala que as ideias que os líderes de Podemos tentam transmitir por todos os meios de comunicação possíveis são «a luta pela hegemonia, de Gramsci; a razão e a mística do populismo, de Laclau; algo de Lenine e muito de Carl Schmitt».
O catedrático de Ciências políticas de la Universidade Complutense de Madrid Antonio Elorza assinalou como antecedente de Podemos a  associação estudantil «Contrapoder», activa na Faculdade de Ciências Políticas de essa mesma universidade e impulsionada pelos professores Iglesias e Monedero e pelo estudante Íñigo Errejón. Considera que Podemos da «prioridade a necessidades bem reais (despejos, pensões, corrupção). Aí cabe tudo, sem estimativas de custos; por isso é justa a qualificação de populismo». Também considera que «o projecto de Podemos não é como o de Alexis Tsipras, revolucionário, de cambio radical na Europa realmente existente, senão anti-sistema». Também alude a uma «mentalidade chavista»  dissolvida no extenso programa do partido junto às já mencionadas necessidades reais. Considera igualmente como rasgos presentes no discurso do líder do partido o anti-europeísmo e o anti-imperialismo.
Pela sua parte, o também catedrático de Ciência Política na Universidade Autónoma de Madrid, José Ramón Montero, opina sobre Podemos que «os seus rasgos ideológicos iniciais combinam em maiores ou menores doses receitas extraordinariamente simplificadas de neo-populismo, anti-europeísmo, anti-partidarismo e anti-sistema, assim como um esquerdismo maximalista aplicado sem muitas matizes a todas as causas, todos os líderes, todos os países». 
José Ignacio Conde-Ruiz, professor de Economia na Universidade Complutense, e Juan Rubio-Ramírez, professor da mesma ciência na Universidade de Duke, consideram que o programa de Podemos «escorre populismo por todos os costados».  Consideram que inclui propostas mui atractivas para «a grande massa de descontentes à sombra da crise» mas são críticos com elas. 
Carlos de la Torre, director de Estudos Internacionais da Universidade de Kentucky, ao analisar as características, promessas e riscos do populismo, inclui ao Podemos entre os representantes desta corrente junto com Hugo Chávez, Rafael Correa, Evo Morales ou Perón.  
O sueco Mauricio Rojas, professor adjunto de História Económica na Universidad de Lund, considera que o populismo de Podemos está directamente entroncado com o de Hugo Chávez. 
O veterano jornalista britânico William Chislett, colaborador do Real Instituto Elcano e apresentado numa entrevista pelo diário El País como analista de renome («a reputed analyst») define o partido como «populista e antissistema».

#### Controvérsia sobre populismo
Para Antonio Elorza, catedrático de Ciências Políticas da Universidade Complutense de Madrid, Podemos daria «prioridade a necessidades bem reais (despejos, pensões, corrupção)», mas prescindindo de uma estimativa dos seus custos e com uma «mentalidade chavista» dissolvida no extenso programa do partido, sendo assim «justa a qualificação de populismo». No mesmo sentido se expressa José Ramón Montero, catedrático de Ciência Política na Universidade Autónoma de Madrid, que opina sobre Podemos que «combinam em maiores e menores doses receitas extremamente simplificadas de neopopulismo, antieuropeismo, anti-partidismo e antissistema, assim como um esquerdismo maximalista aplicado sem muitas matizes a todas as causas, todos os líderes, todos os países.
O director do Departamento de Sociologia e Ciência Política da Universidade da Corunha, Santiago Míguez, os professores de Economia José Ignacio Conde-Ruiz e Juan Rubio-Ramirez ou Mauricio Rojas, professor adjunto de História Económica na Universidade de Lund, mencionam como componentes populistas do partido a forte liderança, com rasgos messiânicos e anti-establishment, e um programa atractivo para «a grande massa de descontentes», que se fosse executado poderia comportar mais inconvenientes que benefícios.
Em sentido contrário, José Luis Villacañas, catedráticode Filosofia na Complutense, assinalou em um artigo publicado no El Confidencial que Podemos não parece uma mera formação populista «porque tem dado sinais claros de querer ser também uma organização de oferta e não um grupo que só parasita e recolhe as demandas populares» e acrescenta que a sua aposta teórica não se identifica com um líder, mas com a formação de um colectivo. A aceitação por parte do Podemos do sistema representativo e de participação, em contraste com os populismos de esquerda, construídos em volta da personalidade de um líder carismático com o pretexto de combater as oligarquias, juntamente com a sua renúncia a representar a totalidade da sociedade para dirigir o seu discurso a um determinado sector do espectro social, afastariam o partido dos populismos latino-americanos e do modelo venezuelano, segundo Norbert Bilbeny, catedrático de Ética na Universidade de Barcelona, e Angel Casals, professor de História Moderna na mesma universidade. Juan Carlos Cuevas, professor da Complutense, e Ignacio Sanchez-Cuenca, director do Instituto Carlos III-Juan March e professor de Ciência Política da Universidade Carlos III, entre outros analistas, rechaçam a utilização do termo populismo em relação com o Podemos, por entender que se trata de um mantra simplista ante qualquer proposta que ameace o statu quo» como ocorreria com as novas respostas do Podemos às demandas cidadãs.
Desde o próprio partido, Ariel Jerez, professor de Ciência Política na Universidade Complutense, lamentou que o termo «populismo» tenha uma carga negativa que atribuiu à acção dos grandes meios de comunicação e opinou que o Podemos «tem uma componente populista auto-assumida, inclusivamente dentro de um debate», e que tal debate é um avanço. Na mesma linha, o chefe de campanha do Podemos, Iñigo Errejón, manifestou que "existem condições para que um discurso populista de esquerdas, que não se centre no reparto simbólico de posições do regime mas que busque criar uma outra dicotomia, articule uma vontade política nova com a possibilidade de ser maioritária".

### O Podemos, segundo os meios de comunicação
O Podemos tem sido definido de diversas formas, segundo a linha editorial de diferentes meios de comunicação. O periódico digital Público mencionou antes dos comícios europeus que o partido constituía «un nuevo frente» no panorama da esquerda. O partido também foi colocado na esquerda política pelas agências de noticias Reuters e Associated Press; e como uma formação de «extrema esquerda» no Financial Times e no diário espanhol ABC. No The Wall Street Journal descreveu-se como um partido de «esquerda» com una base política de extrema esquerda similar à do Syriza, enquanto que The Economist afirma que «Espanha tem o seu próprio equivalente [Podemos] do partido grego de extrema esquerda, Syriza». A análise de The New York Times define Podemos como um partido «anti-establishment, anti-austeridade, profundamente juvenil e fundamentado na Internet». Tanto The Economist como The New York Times relacionam o êxito de Podemos com os indignados e o movimiento del 15-M. Para a BBC, tratar-se-ia de um partido «de esquerda e anti-austeridade», assim como populista.

### Percepção popular
Segundo o barómetro de Outubro do CIS, os espanhóis colocam o Podemos em 2,43, ou seja, à esquerda.

### Grupo no Parlamento Europeu
Podemos enquadra-se no Grupo da Esquerda Unitária Europeia, onde se encontra Syriza, partido grego liderado por Alexis Tsipras, que tem mostrado o seu apoio ao Podemos, enquanto que, pelo contrario, o Partido Comunista da Grécia (KKE)  criticou o Podemos por distanciar-se do comunismo e estar ao serviço do sistema político burguês. Neste grupo europeu está também o Bloco de Esquerda e as relações entre ambos os partidos têm sido bastantes calorosas de ambas as partes, tendo Marisa Matias participado na Assembleia Cidadã " Si Se Puede", em Outubro de 2014 e Pablo Iglesias esteve presente no comício Unidos Contra a Austeridade, do Bloco de Esquerda, em 21 de Novembro desse mesmo ano entre outras várias iniciativas de menor relevo.
Os membros do Podemos demarcaram-se de outros membros do Grupo Confederal da Esquerda Unitária Europeia. Em 25 de Novembro de 2014, Pablo Iglesias e Pablo Echenique escutaram com atenção e inclusivamente aplaudiram o discurso do Papa Francisco no parlamento europeu, enquanto que os membros de Esquerda Plural, integrada por IU, Alternativa Galega de Esquerda e ICV, abandonaram o hemiciclo.

## Organização
Podemos organiza-se através dos denominados Círculos Podemos, que podem ser grupos de trabalho tanto territoriais como sectoriais.

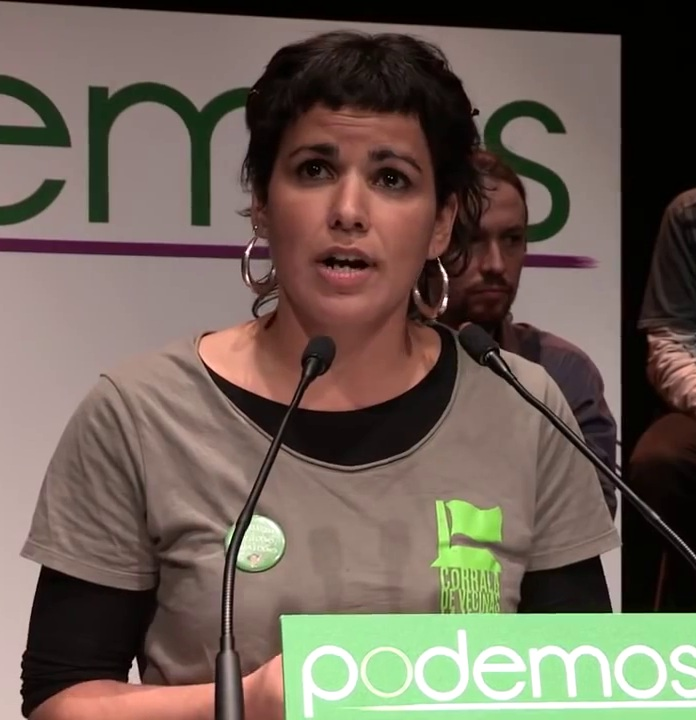
Teresa Rodríguez - Eurodeputada pelo Podemos

Em 5 de junho de 2014, Pablo Iglesias anunciou que a assembleia constituinte do partido teria lugar no Outono com quase toda probabilidade em Madrid. Também anunciou que uma equipa de 25 pessoas seria responsável por preparar a dita assembleia, assim como que as listas seriam fechadas, com tantas equipas completas como quisessem apresentar-se. Poderiam votar os membros e simpatizantes de Podemos de forma similar a como se elegeu a candidatura às europeias. As votações tiveram lugar de forma telemática nos dias 12 e 13 de junho. Apresentaram-se duas listas, uma de elas encabeçada pelo próprio Pablo Iglesias, e outra promovida pelo círculo de Enfermería. O procedimento e os prazos foram, sem embargo, objecto de discussão dentro da organização. Em um encontro de círculos Podemos, celebrado em Madrid em 8 de junho, expressaram-se críticas tanto pelo fato de as listas serem fechadas, como pelo prazo planeado, que impediria a elaboração de listas alternativas. O processo eleitoral, em que votaram, segundo os organizadores, umas 55 000 pessoas, deu como vencedora a lista encabeçada por Pablo Iglesias, com cerca de  86,8 % dos votos.

## Financiamento
Podemos empregou o chamado crowdfunding ou financiamento colectivo, para financiar a sua campanha eleitoral para as eleições europeias de 2014.
O partido declarou que o custo da campanha havia estado no entorno de 150 000 euros e que não havia utilizado nenhum empréstimo bancário, pelo que, ainda que a legislação eleitoral lhe outorgasse uma subvenção em função dos seus resultados de um milhão e meio de euros, só receberia dez por cento da dita quantidade, já que a subvenção só podia cobrir os custos da campanha. 

## Reacções à sua irrupção no âmbito político
O número de apoios obtido pela nova formação após as eleições europeias de 2014, deu lugar a múltiplas análises e reacções em um e outro sentido. De facto, havendo ficado longe dos 16 lugares do Partido Popular e dos 14 do Partido Socialista, "Pablo Iglesias" foi trending topic número 1 na rede social Twitter no dia depois das eleições e apareceu nas capas de alguns dos principais periódicos espanhóis.
Mentres alguns sectores políticos e mediáticos saudaram os resultados da formação e se centraram em analisar as causas do "fenómeno Podemos", nos dias e semanas posteriores produziram-se declarações e amostras de preocupação pela ascensão da formação de esquerdas.
A líder de UPyD, Rosa Díez, afirmou encontrar coincidências programáticas de Podemos com a coligação grega de esquerdas Syriza, com o Movimento 5 Estrelas italiano de Beppe Grillo e incluso com a ultra direitista Frente Nacional francês de Marine Le Pen.
A porta-voz do Partido Popular, María Dolores de Cospedal, afirmou ver nos resultados uma radicalização do voto de esquerda. Esperanza Aguirre, também membro destacado do Partido Popular, acusou Pablo Iglesias de «estar com o castrismo, com o chavismo e com a ETA», declarações que Pablo Iglesias qualificou de «infamias» e contra as que anunciou estudaria acções legais.

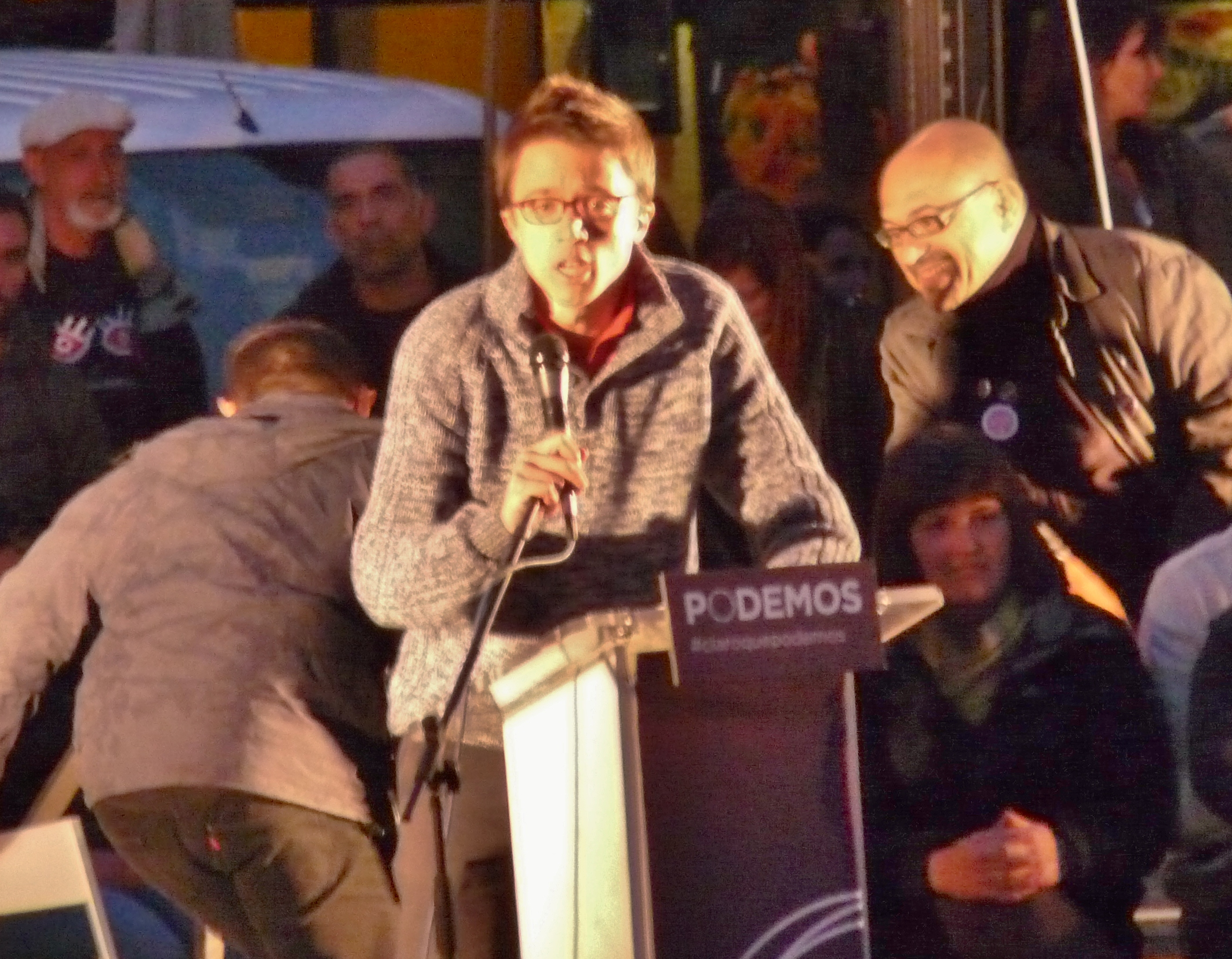
Íñigo Errejón - Director de campanha do Podemos nas Eleições Europeias.

O El Mundo deu cobertura ao suposto apoio que, segundo este diário, Pablo Iglesias brindou à desarticulada plataforma de apoio aos presos de ETA, Herrira.
Em 9 de julho de 2014 a formação apresentou uma demanda de conciliação previa à interposição de uma querela contra a ex-presidenta madrilena assim como contra o periodista do diário El Mundo Eduardo Inda. Mesmo assim o diário em linha Periodista Digital revelou supostos contactos de Iglesias com o governo venezuelano através da fundação Centro de Estudios Políticos y Sociales, em a que este participa, e teria realizado trabalhos de assessoramento.
Em relação com com reacções adversas que recebeu o partido, o Catedrático de Ciencias políticas Vicenç Navarro arguiu que
«Estamos vendo, pois, a tentativa de destruir por todos os meios imagináveis um movimento que se considera ameaçador à estrutura de poder financeiro, económico, e portanto político e mediático, deste país»

## Resultados

### Eleições legislativas
| Data    | Líder          | CI.            | Votos          | %              | +/-            | Deputados | +/- | Status   |
| ------- | -------------- | -------------- | -------------- | -------------- | -------------- | --------- | --- | -------- |
| 2015    | Pablo Iglesias | 3.º            | 5 212 711      | 20,7 / 100     |                | 65 / 350  |     | Oposição |
| 2016    | Pablo Iglesias | Unidos Podemos | Unidos Podemos | Unidos Podemos | Unidos Podemos | 48 / 350  | 17  | Oposição |
| 04/2019 | Pablo Iglesias | Unidos Podemos | Unidos Podemos | Unidos Podemos | Unidos Podemos | 30 / 350  | 18  | Oposição |
| 11/2019 | Pablo Iglesias | Unidos Podemos | Unidos Podemos | Unidos Podemos | Unidos Podemos | 26 / 350  | 4   | Governo  |

### Eleições europeias
| Data | CI.            | Votos          | %              | +/-            | Deputados | +/- |
| ---- | -------------- | -------------- | -------------- | -------------- | --------- | --- |
| 2014 | 4.º            | 1 253 837      | 8,0 / 100      |                | 5 / 54    |     |
| 2019 | Unidos Podemos | Unidos Podemos | Unidos Podemos | Unidos Podemos |           |     |